# Берзе-ла-Виль
Берзе-ла-Виль — Монашеская капелла, расположена неподалёку от Клюни (6 километров на юго-восток от аббатства и 11 километров на северо-запад от Макона), была основана в XI веке.

## История
Первоначально она принадлежала клюнийским монахиням-затворницам.
В 1100 году аббат Клюни получил в своё распоряжение Берзе и повелел построить здесь новый храм, после того как старый был разрушен при сильном урагане. Прилегающая постройка, получившая название «монашеский замок» была возведена в XVI веке. Во времена Революции преследуемые монахи ушли отсюда, а церковь была продана и использована как подсобное помещение местными земледельцами.
В 1887 году кюре прихода Берзе Филиберт Жоливе обнаружил следы фресковой росписи под толстым слоем краски, покрывавшей стены. После реставрации капелла открыла во всей красе свои богатства — фрески первой половины XII века, выполненные итальянскими мастерами.

## Архитектура
Капелла содержит два этажа: нижний, покрытый арочным сводом и верхний, образующийся нефом с хорами, покрытым цилиндрическим сводом, и апсидой, покрытой сферическим сводом, с тремя большими окнами, имеющими полукруглые завершениями.

## Фрески
Живопись капеллы демонстрирует выраженное византийское влияние (иератические позы, изящность линий рисунка), а также влияние германского искусства оттоновской эпохи (элементы иконографии и колористические решения). На центральной композиции — Христос во Славе с рукой Господа, поддерживающей его корону, и двенадцать апостолов, из которых только шесть удается опознать по их атрибутам (слева — Павел, в руках которого четки, а у Петра, стоящего справа — ключи). Ниже, у ног апостолов — два епископа (справа) и два дьякона (слева) — святые Викентий и Лаврентий, особенно чтимые в этом регионе. На нижнем этаже, под капителями — изображение шести дев в богатых одеждах; на двух из этих фигур все ещё можно прочесть идентифицирующие их надписи: святая Агата и Консорсия. Под ними, напротив слепых арок, изображены две сцены: святой Викентий на остриях орудий двух солдат и сцена из жизни святого Василия. Изображения девяти святых мучеников помещены на внутреннем фризе, сохранившемся не полностью. Сохранности фресок способствовало то, что при их создании были использованы такие красители, как лазурит, охра и сурик.